# Vatímetro

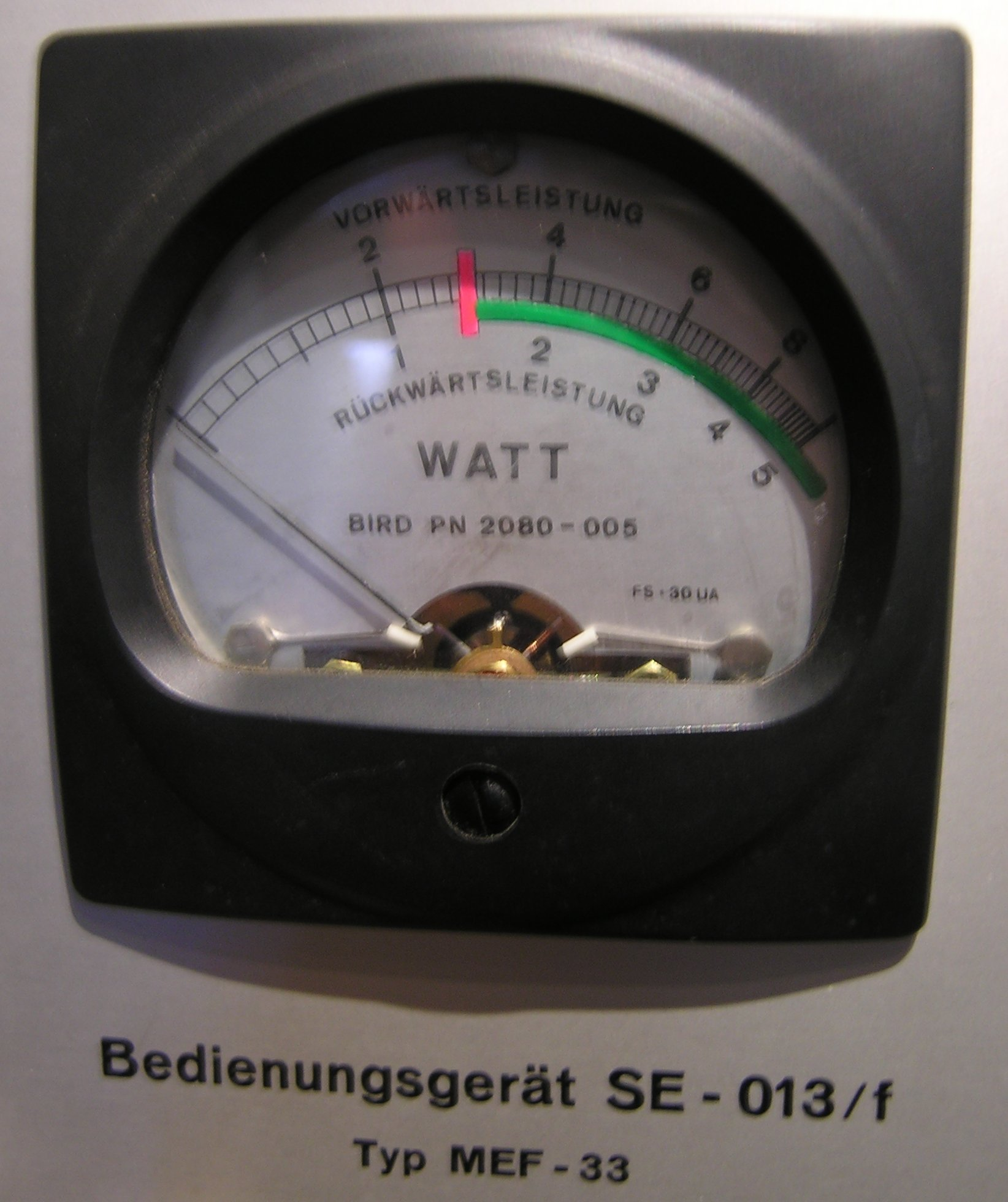
Vatímetro.

El vatímetro es un instrumento electrodinámico para medir la potencia eléctrica o tasa de suministro de energía eléctrica de un circuito eléctrico dado. Su unidad de medida es el vatio. El dispositivo consiste en un par de bobinas fijas, llamadas «bobinas de corriente» o amperimétrica, y una bobina móvil llamada «bobina de potencial» o voltimétrica.
Las bobinas fijas se conectan en serie con el circuito, mientras la móvil se conecta en paralelo. Además, en los vatímetros analógicos la bobina móvil tiene una aguja que se mueve sobre una escala para indicar la potencia medida. Una corriente que circule por las bobinas fijas genera un campo electromagnético cuya potencia es proporcional a la corriente y está en fase con ella. La bobina móvil tiene, por regla general, una resistencia grande conectada en serie para reducir la corriente que circula por ella.
El resultado de esta disposición es que en un circuito de corriente continua, la deflexión de la aguja es proporcional tanto a la corriente como al voltaje, conforme a la ecuación W=VA o P=EI. En un circuito de corriente alterna la deflexión es proporcional al producto instantáneo medio del voltaje y la corriente, midiendo pues la potencia real y posiblemente (dependiendo de las características de carga) mostrando una lectura diferente a la obtenida multiplicando simplemente las lecturas arrojadas por un voltímetro y un amperímetro independientes en el mismo circuito.
Los dos circuitos de un vatímetro son propensos a resultar dañados por una corriente excesiva. Tanto los amperímetros como los voltímetros son vulnerables al recalentamiento: en caso de una sobrecarga, sus agujas pueden quedar fuera de escala; pero en un vatímetro el circuito de corriente, el de potencial o ambos pueden recalentarse sin que la aguja alcance el extremo de la escala. Esto se debe a que su posición depende del factor de potencia, el voltaje y la corriente. Así, un circuito con un factor de potencia bajo dará una lectura baja en el vatímetro, incluso aunque ambos de sus circuitos esté cargados al borde de su límite de seguridad. Por tanto, un vatímetro no sólo se clasifica en vatios, sino también en voltios y amperios.

## Vatímetro electrónico
Los vatímetros electrónicos se usan para medidas de potencia directas y pequeñas o para medidas de potencia a frecuencias por encima del rango de los instrumentos de tipo electrodinamómetro. Los triodos acoplados se operan en la porción no lineal de sus curvas características a la tensión de red y la corriente de placa.
El rango de frecuencia de un vatímetro electrónico es tal  que puede extenderse hasta los 20 megahercios usando tubos de pentodos en lugar de triodos. Las condiciones de operación de un pentodo se ajustan de forma que la corriente de placa sea proporcional al producto de una función lineal de la tensión de placa y a una función exponencial del voltaje de red.